# Giải bóng đá Hạng Nhất Quốc gia 2003
Giải bóng đá hạng Nhất Quốc gia 2003, tên gọi chính thức là Giải bóng đá hạng Nhất Quốc gia – Báo Công nghiệp Việt Nam 2003 vì lý do tài trợ, là mùa giải thứ 7 của Giải bóng đá hạng Nhất quốc gia kể từ khi thành lập năm 1997. Giải khởi tranh vào ngày 18 tháng 1 và kết thúc vào ngày 21 tháng 6 năm 2003 với 12 đội bóng tham dự. Hai đội đứng đầu tại mùa giải này sẽ giành suất thăng hạng thi đấu tại Giải bóng đá Vô địch Quốc gia, trong khi hai đội xếp cuối xuống thi đấu tại Giải bóng đá hạng Nhì Quốc gia.

## Các đội bóng

### Sân vận động
| Đội                  | Địa điểm              | Sân nhà                 | Sức chứa |
| -------------------- | --------------------- | ----------------------- | -------- |
| Bưu điện Hồ Chí Minh | Thành phố Hồ Chí Minh | Sân vận động Thống Nhất | 20,000   |
| An Giang             | Long Xuyên            | Sân vận động An Giang   | 15,000   |
| Đắk Lắk              | Buôn Ma Thuột         | Sân vận động Đắk Lắk    | 10,000   |
| Quân khu 7           | Thành phố Hồ Chí Minh | Sân vận động Quân khu 7 | 10,000   |
| Quân khu 5           | Đà Nẵng               | Sân vận động Quân khu 5 | 10,000   |
| Tiền Giang           | Tiền Giang            | Sân vận động Tiền Giang | 20,000   |
| Thanh Hóa            | Thanh Hóa             | Sân vận động Thanh Hóa  | 14,000   |
| Lâm Đồng             | Đà Lạt                | Sân vận động Đà Lạt     | 10,000   |
| Thừa Thiên Huế       | Huế                   | Sân vận động Tự Do      | 20,000   |
| Bình Dương           | Thủ Dầu Một           | Sân vận động Gò Đậu     | 25,000   |
| Cần Thơ              | Cần Thơ               | Sân vận động Cần Thơ    | 40,000   |
| Hải Phòng            | Hải Phòng             | Sân vận động Lạch Tray  | 30,000   |

### Cầu thủ nước ngoài
Mỗi câu lạc bộ được đăng ký 4 cầu thủ ngoại, nhưng chỉ ra sân cùng lúc tối đa 3 cầu thủ ngoại.
| Câu lạc bộ     | Cầu thủ 1                   | Cầu thủ 2                   | Cầu thủ 3                   | Cầu thủ 4                   |
| -------------- | --------------------------- | --------------------------- | --------------------------- | --------------------------- |
| Hải Phòng      | Ibrahim Kizito              | Abayomy Felix               | Rusell Miner                | Darcosta                    |
| Bình Dương     | Kyambade Willy              | Mukatabale                  | Yusuf Kinene                | Lule Andrew                 |
| Thanh Hóa      | Không sử dụng cầu thủ ngoại | Không sử dụng cầu thủ ngoại | Không sử dụng cầu thủ ngoại | Không sử dụng cầu thủ ngoại |
| Thừa Thiên Huế | Hwang Jung Min              | Edward Kalungi              | Cha Myung Phi               | Gerald Kays Ebenezer Ogboso |
| Tiền Giang     | Makhoha                     | Deri Titio                  | Makholaz Makhharvekrick     | Ensa Maliqle Salle          |
| Quân khu 7     | Không sử dụng cầu thủ ngoại | Không sử dụng cầu thủ ngoại | Không sử dụng cầu thủ ngoại | Không sử dụng cầu thủ ngoại |
| Cần Thơ        | Tsepkalo Yevgen             | Bailey Adebowale Adebayo    | Blessing Ughojo             |                             |
| An Giang       | Kayemba Charles             | Theodor Kajor               | Cebula Tomasz               | Ung Kanyanith               |
| Quân khu 5     | Không sử dụng cầu thủ ngoại | Không sử dụng cầu thủ ngoại | Không sử dụng cầu thủ ngoại | Không sử dụng cầu thủ ngoại |
| Bưu điện       | Henry Quaye                 | Kofie                       |                             |                             |
| Đắk Lắk        | Không sử dụng cầu thủ ngoại | Không sử dụng cầu thủ ngoại | Không sử dụng cầu thủ ngoại | Không sử dụng cầu thủ ngoại |
| Lâm Đồng       | Agyekes                     | Daniel Agyekon              | Konstantin                  | Emmanuel Enowkpa            |

## Bảng xếp hạng
| VT | Đội              | ST | T  | B  | H | BT | BB | HS  | Đ  | Thăng hạng hoặc xuống hạng                |
| -- | ---------------- | -- | -- | -- | - | -- | -- | --- | -- | ----------------------------------------- |
| 1  | Hải Phòng (C, P) | 22 | 17 | 3  | 2 | 48 | 21 | +27 | 53 | Thăng hạng lên V-League 1 2004            |
| 2  | Bình Dương (P)   | 22 | 16 | 4  | 2 | 56 | 18 | +38 | 50 | Thăng hạng lên V-League 1 2004            |
| 3  | Thanh Hóa        | 22 | 15 | 5  | 2 | 37 | 19 | +18 | 47 |                                           |
| 4  | Thừa Thiên Huế   | 22 | 9  | 6  | 7 | 24 | 16 | +8  | 34 |                                           |
| 5  | Tiền Giang       | 22 | 9  | 8  | 5 | 38 | 30 | +8  | 32 |                                           |
| 6  | Quân khu 7       | 22 | 8  | 10 | 4 | 29 | 34 | −5  | 28 |                                           |
| 7  | Cần Thơ          | 22 | 6  | 9  | 7 | 20 | 31 | −11 | 25 |                                           |
| 8  | An Giang         | 22 | 6  | 10 | 6 | 43 | 36 | +7  | 24 |                                           |
| 9  | Quân khu 5       | 22 | 6  | 11 | 5 | 21 | 42 | −21 | 23 |                                           |
| 10 | Bưu điện         | 22 | 5  | 11 | 6 | 24 | 39 | −15 | 21 |                                           |
| 11 | Đắk Lắk (R)      | 22 | 5  | 13 | 4 | 18 | 47 | −29 | 19 | Xuống thi đấu Giải hạng Nhì Quốc gia 2004 |
| 12 | Lâm Đồng (R)     | 22 | 2  | 14 | 6 | 18 | 45 | −27 | 12 | Xuống thi đấu Giải hạng Nhì Quốc gia 2004 |

## Lịch thi đấu và kết quả
| Nhà \ Khách    | BĐHCM | AGFC | ĐLK | QK7 | QK5 | TGFC | THFC | LĐFC | HUE | BFC | CTFC | HPFC |
| -------------- | ----- | ---- | --- | --- | --- | ---- | ---- | ---- | --- | --- | ---- | ---- |
| Bưu điện       |       | 3–1  | 2–0 | 2–1 | 4–1 | 0–4  | 1–2  | 5–2  | 0–0 | 0–3 | 1–2  | 0–1  |
| An Giang       | 1–1   |      | 7–0 | 3–1 | 9–0 | 1–1  | 0–1  | 4–2  | 1–2 | 1–3 | 1–1  | 2–3  |
| Đắk Lắk        | 0–2   | 1–2  |     | 2–1 | 2–2 | 1–0  | 1–2  | 0–0  | 0–0 | 0–2 | 2–0  | 1–3  |
| Quân khu 7     | 1–1   | 3–1  | 3–1 |     | 4–1 | 1–2  | 3–2  | 3–1  | 1–0 | 1–1 | 0–1  | 3–2  |
| Quân khu 5     | 0–3   | 1–1  | 2–0 | 2–1 |     | 0–0  | 2–1  | 2–1  | 2–1 | 0–3 | 1–0  | 0–2  |
| Tiền Giang     | 0–2   | 1–1  | 3–0 | 0–1 | 2–1 |      | 1–0  | 0–0  | 1–0 | 0–2 | 3–0  | 3–3  |
| Thanh Hóa      | 1–0   | 3–1  | 3–1 | 2–0 | 2–0 | 5–2  |      | 4–0  | 1–0 | 2–0 | 1–1  | 1–0  |
| Lâm Đồng       | 1–1   | 3–2  | 0–1 | 1–1 | 1–1 | 0–1  | 1–1  |      | 0–1 | 3–4 | 2–0  | 2–3  |
| Thừa Thiên Huế | 1–1   | 1–1  | 2–2 | 3–0 | 2–0 | 1–0  | 1–3  | 1–0  |     | 2–0 | 3–0  | 1–2  |
| Bình Dương     | 2–1   | 4–1  | 6–1 | 4–0 | 4–1 | 3–1  | 2–0  | 3–0  | 0–1 |     | 5–0  | 3–0  |
| Cần Thơ        | 0–0   | 3–1  | 2–0 | 0–0 | 1–1 | 5–3  | 2–0  | 3–0  | 1–1 | 1–1 |      | 0–2  |
| Hải Phòng      | 3–0   | 3–0  | 4–0 | 2–0 | 2–1 | 3–2  | 2–0  | 4–1  | 0–0 | 2–1 | 2–0  |      |

## Tổng kết mùa giải
- Vô địch: Hải Phòng
- Lên hạng chuyên nghiệp: Hải Phòng và Bình Dương[3]
- Xuống hạng nhì: Đắk Lắk và Lâm Đồng
- Vua phá lưới: Tô Đức Cường và Hoàng Thanh Tùng (17 bàn)
- Cầu thủ xuất sắc nhất: